# سم تیلور-جانسون
سامانتا «سم» تیلور-جانسون (با نام دوشیزگی تیلور-وود و زاده ۱۷ ژانویه ۱۹۶۹) کارگردان، عکاس و هنرمند انگلیسی است. کارگردانی را در سال ۲۰۰۹ با فیلم پسر هیچ‌کجا آغاز کرد. او با بازیگر انگلیسی، آرون تیلور-جانسون ازدواج کرده‌است. 

## زندگی شخصی
تیلور-وود بر دو سرطان غالب شده‌است. در دسامبر ۱۹۹۷، در ۳۰ سالگی، به سرطان روده بزرگ دچار شد و اگرچه دیر تشخیص داده شد ولی مورد درمان قرار گرفت. سه سال بعد، در سال ۲۰۰۰، دچار سرطان سینه شد.
او یوگا و مدیتیشن کار می‌کند و می‌گوید «بدون مدیتیشنی که انجام می‌دهم، نمی‌توانستم زنده بمانم. فکر می‌کنم این چیزی است که مرا قادر ساخته با جنون مقابله کنم.»

### ازدواج و فرزندان
تیلور-وود با سوداگر هنری، جی جاپلینگ، در سال ۱۹۹۷ ازدواج کرد. آنها دو دختر دارند: آنجلیکا (متولد ژوئن ۱۹۹۷) و جسی فینیکس (متولد نوامبر ۲۰۰۵). در سپتامبر ۲۰۰۸، تیلور-وود و جاپلینگ اعلام کردند که دوستانه و بعد از ۱۱ سال زندگی مشترک از هم جدا می‌شوند.
تیلور-وود در سال ۲۰۰۹ آرون تیلور-جانسون را ملاقات کرد و باهم وارد رابطه ای شدند. این زوج در اکتبر ۲۰۰۹، نامزدی خود را اعلام کردند و در ۲۱ ژوئن ۲۰۱۲ ازدواج کردند. بعد از این نام سم، به سم تیلور-جانسون تبدیل شد. این زوج دو دختر دارند: ویلدا ری (متولد ۷ ژوئیه ۲۰۱۰) و رمی هیرو (متولد ۱۸ ژانویه ۲۰۱۲).

## فیلمشناسی

### آثار کارگردانی
- پسر هیچ‌کجا (۲۰۰۹)
- پنجاه طیف خاکستری (۲۰۱۵)
- یک میلیون قطعه کوچک (۲۰۱۸)
- بازگشت به سیاهی (۲۰۲۴)